# 寶貝 (王源歌曲)
《寶貝》是中國男歌手王源的單曲專輯，2018年1月22日發行個人首張數字專輯《寶貝》，以雙生面貌呈現，當中收錄了同名歌曲風格截然不同的兩個版本。作為公益歌曲上線後，由王源發起的源公益專項基金將凈收益捐出。

## 曲目
| 曲序     | 曲目         |                 | 作曲            | 时长  |
| -------- | ------------ | --------------- | --------------- | ----- |
| 1.       | 寶貝         | 黃少峰@火星電台 | 黃少峰@火星電台 | 5:01  |
| 2.       | 寶貝(星空版) | 黃少峰@火星電台 | 黃少峰@火星電台 | 5:09  |
| 总时长： | 总时长：     | 总时长：        | 总时长：        | 10:10 |

## 外部連結
- 單曲-寶貝 （页面存档备份，存于）在Spotify的頁面
- 單曲-寶貝 （页面存档备份，存于）在KKBOX的頁面
- 單曲-寶貝 （页面存档备份，存于）在Apple Music的頁面
- 單曲-寶貝 （页面存档备份，存于）在iTunes Store的頁面
- 單曲-寶貝 （页面存档备份，存于）在YouTube Music的頁面
- 單曲-寶貝 （页面存档备份，存于）在MyMusic的頁面
- 單曲-寶貝 （页面存档备份，存于）在LINE MUSIC的頁面